# CRAN
CRAN, en akronym för "the Comprehensive R Archive Network", är ett datornätverk för att arkivera och distribuera program för programspråket R.